# Mohamed Barakat
Mohamed Barakat Ahmed Bastamy (Arabisch:محمد بركات; Caïro, 20 november 1976) is een Egyptisch voormalig profvoetballer. Hij speelde als middenvelder voor onder meer Al-Ahly SC en kwam uit voor het Egyptisch voetbalelftal.
Hij was een rechtsvoetig aanvallend middenvelder en spelmaker. Hij stond bekend als een van de Afrikaanse talenten van de toekomst, maar is nooit echt doorgebroken in Europa. Hij won met Al-Ahly SC onder anderen driemaal de CAF Champions League en driemaal de CAF Super Cup.

## Einde carrière
Op 1 februari 2012 kwamen zeker vierenzeventig mensen om het leven in de Egyptische havenstad Port Said na de voetbalwedstrijd tussen Al-Masry SC en Al-Ahly SC. Mohamed Barakat besloot toen per direct een punt achter zijn carrière te zetten, maar besloot later toch terug te keren bij Al-Ahly SC. In juli 2013 beëindigde Barakat alsnog zijn carrière.

## Erelijst
Ismaily SC
- Premier League: 2001/02
- Beker van Egypte: 1999/00

 Al-Ahli SC
- Arab Club Champions Cup: 2002

 Al-Ahly SC
- CAF Champions League: 2004/05, 2005/06, 2007/08
- CAF Super Cup: 2005, 2006, 2008
- Premier League: 2004/05, 2005/06, 2006/07, 2007/08, 2008/09
- Beker van Egypte: 2004/05, 2005/06, 2006/07, 2007/08
- Egyptische Supercup: 2005, 2006, 2007, 2008

 Egypte
- Afrikaans kampioenschap voetbal: 2006

Persoonlijk
- BBC African Footballer of the Year: 2005
- African Inter-Club Player of the Year: 2005
- CAF Team of the Year: 2005
- CAF Champions League topscorer: 2005 (gedeeld met Joetex Frimpong)